# Aurélio Buarque de Holanda Ferreira

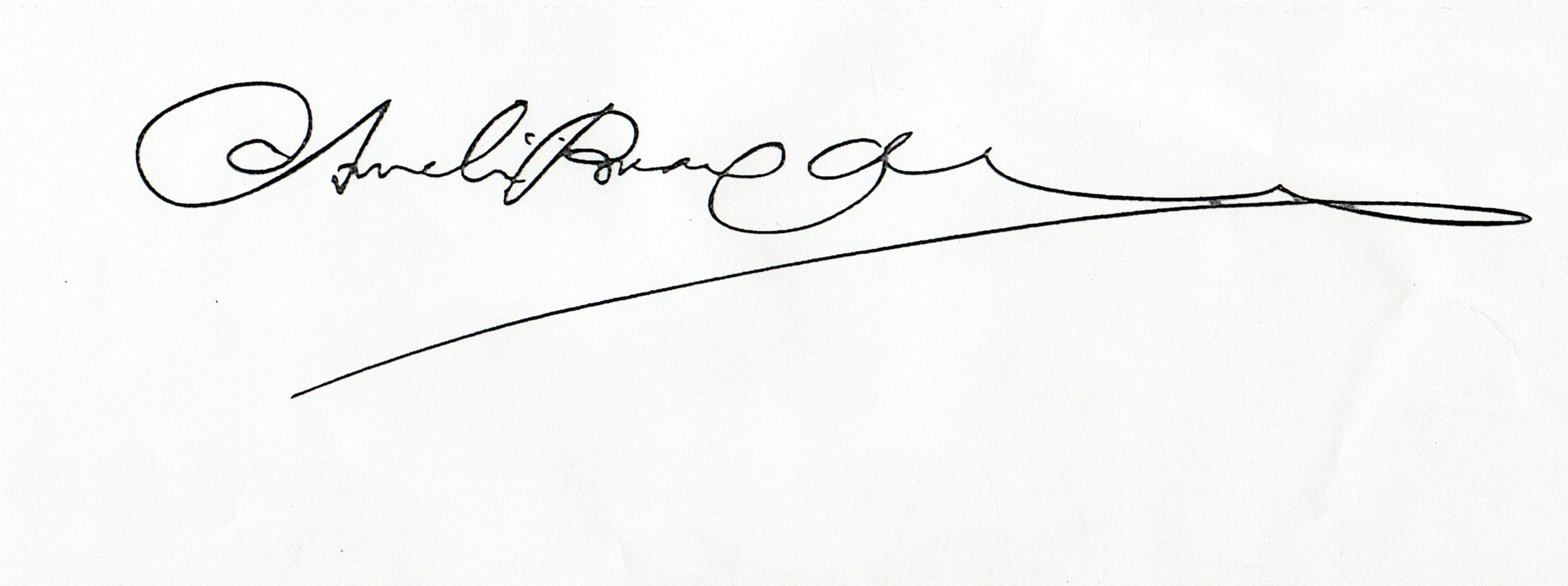
Signatur

Aurélio Buarque de Holanda Ferreira (* 3. Mai 1910 in Passo de Camaragibe, Alagoas; † 28. Februar 1989 in Rio de Janeiro) war ein brasilianischer Romanist und Lexikograf.

## Leben
Holanda Ferreira (in Brasilien bekannt als "Aurélio") schloss 1936 ein Jurastudium in Recife ab, wurde Gymnasiallehrer für Portugiesisch und kurzzeitig Direktor der Stadtbibliothek von Maceió. 1938 ging er nach Rio de Janeiro und war dort von 1940 bis 1969 Portugiesischlehrer (mit Professorenstatus) am Colégio Pedro II. Von 1939 bis 1947 war er Sekretär der Revista do Brasil.
Ab 1941 interessierte sich Holanda Ferreira für den brasilianischen Wortschatz, sammelte über Jahrzehnte Material und füllte seine Schätze zuerst in die 10. Auflage des Pequeno dicionário da língua portuguesa, ab 1975 in sein eigenes hervorragendes Wörterbuch Novo dicionário da língua portuguesa, dessen Erfolg aus dem „Aurélio“ ein Synonym für Wörterbuch und aus den Brasilianern auf breiter Front Wörterbuchbenutzer machte mit wachem Interesse für die Besonderheit des brasilianischen Portugiesisch.
Holanda Ferreira war ab 1956 Mitglied der Academia Brasileira de Filologia und ab 1961 der Academia Brasileira de Letras, Stuhl 30.

## Werke

### Lexikologie und Lexikografie

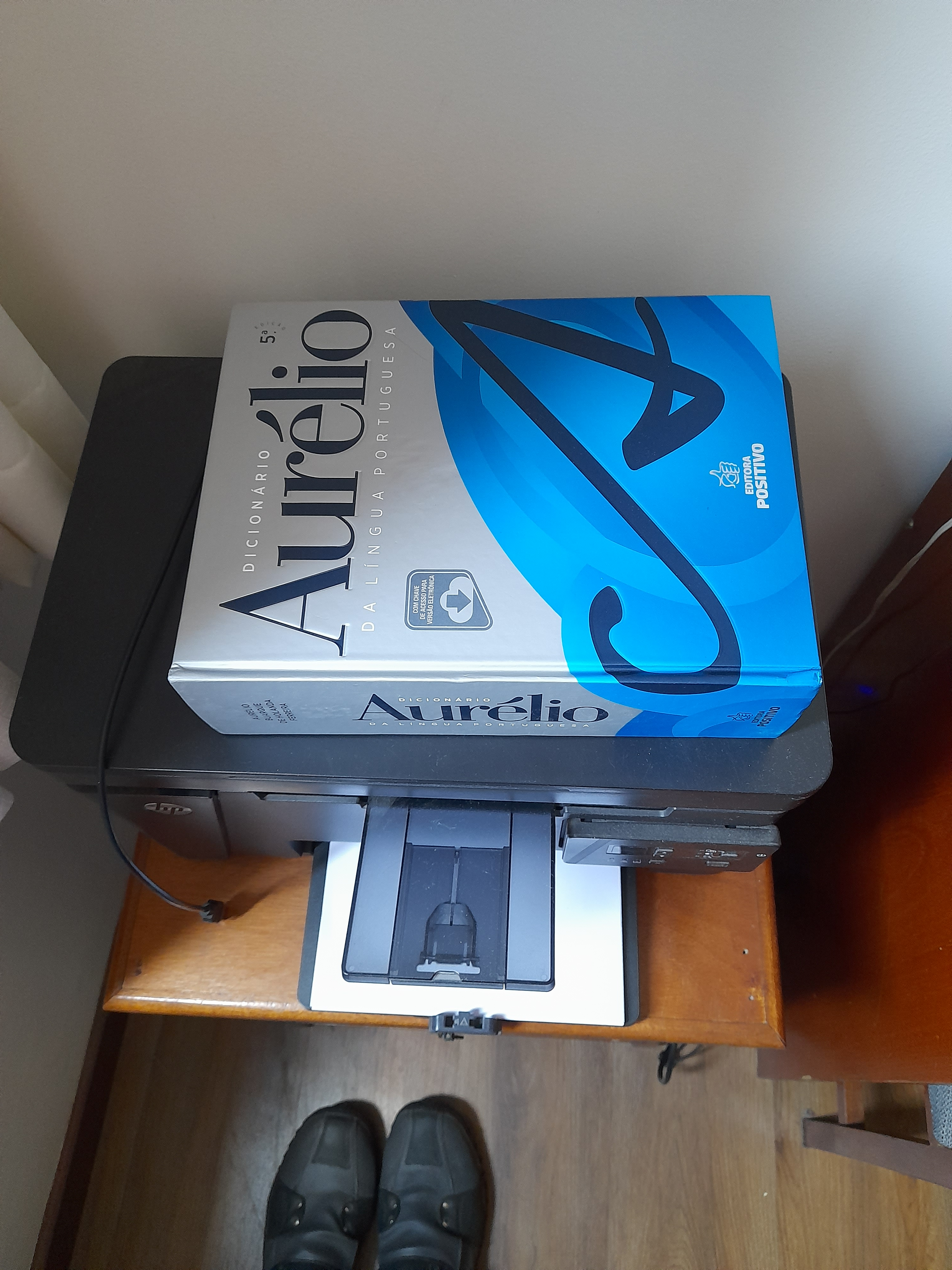

- Enriqueça o seu vocabulário, Rio de Janeiro 1958, 4. Aufl. 1984
- Pequeno dicionario brasileiro da lingua portuguesa, 10. Aufl., Rio de Janeiro 1961, 1287 Seiten; 11. Aufl. 1974, 1301 Seiten
- Vocabulário ortográfico brasileiro, Rio de Janeiro 1969, 790 Seiten
- Novo Dicionário da língua portuguesa, Rio de Janeiro 1975, 1517 Seiten; 4. Auflage 2009, 2120 Seiten
- Dicionário da língua portuguesa, Curitiba 2010, 2222 Seiten

### Weitere Werke
- Dois mundos. Contos, Rio de Janeiro 1942, später u. d. T. O Chapéu de meu pai, 1974
- (Hrsg.) Os gazeis de Hafiz, Rio de Janeiro 1944
- (Hrsg. mit Paulo Rónai) Mar de histórias. Antologia do conto mundial, 9 Bde., Rio de Janeiro 1945–1988
- (Hrsg.) O romance brasileiro (de 1752 a 1930), Rio de Janeiro 1952–1953
- (Hrsg. mit Álvaro Lins) Roteiro literário do Brasil e de Portugal. Antologia da língua portuguesa, Rio de Janeiro 1956
- Território lírico. Ensaios, Rio de Janeiro 1958
- Selectaem proso e verso de Aurélio Buarque de Holanda Ferreira, hrsg. von Paulo Rónai, Rio de Janeiro 1979
- (Hrsg.) Grandes vozes líricas hispano-americanas. Edição bilíngue, Rio de Janeiro 1990
- Linguagem e estilo de Machado de Assis, Eça de Queirós e Simões Lopes Neto, Rio de Janeiro 2007